# Santa Llúcia de la Vilella Alta
Santa Llúcia de la Vilella Alta és una església barroca del municipi de la Vilella Alta (Priorat) protegida com a bé cultural d'interès local.

## Descripció
Es tracta d'un edifici de tres naus i sense creuer. La volta és de canó amb llunetes al central i d'aresta a les laterals. El presbiteri és a un nivell més alt que la resta de la nau. Al seu costat esquerre hi ha una capella dedicada al santíssim. L'interior és arrebossat i hom ha respectat unes pintures i diversos medallons també pintats en èpoques incertes, sobretot en un tram de la nau esquerra i a la capella abans esmentada. El conjunt és fet de pedra i amb la façana arrebossada, amb reforç de carreus als angles. El campanar, als peus del temple i al seu costat dret, és de maons i arrebossats. La porta és l'única part decorada, amb un arc escarser, pilastres laterals i un guardapols mixtilini, amb una fornícula i el conjunt rematat per un motiu ornamental. La façana té una rosassa i una finestra allargada així com dues més laterals i petites i l'acabament és rematat per un guardapols.
Als peus del temple, penjat de la paret de la nau lateral dreta hi ha un retaule, probablement del segle xviii.

## Història
L'església fou bastida entre els anys 1770 i 1772, data de construcció del campanar, tal com és documentat en un llibre de l'Ajuntament. Fou annexa a la de Torroja. L'any 1936 fou incendiada i únicament se'n salvà una part d'un altar avui esposat a la nau lateral dreta, al costat de la porta.
Durant la guerra civil tot el poble acordà respectar-se mútuament i el seu patrimoni, però vingueren d'altres poblacions i trencaren les portes de l'església per fer-hi destrosses. Els ciutadans van poder salvar poca cosa, i un membre de cada família del poble fou obligat a anar-hi per acabar de destruir i implicar-los en els danys comesos.
Acabada la guerra, tots els veïns van quedar absolts en el judici, ja que es demostrà la seva innocència en els fets ocorreguts.